# 이양 (음식)
이양(요루바어: iyán) 또는 파운디드 얌(영어: pounded yam 파운디드 얨[*])은 나이지리아의 스왈로이다. 이그보족은 절구에 빻아서 만든 스왈로를 "우타라"(ụtara)라 부르는데, 그 중 마로 만든 것은 우타라 지(이그보어: ụtara ji)라 부른다.

## 만들기
껍질 벗기고 씻은 마를 삶아 익힌 다음, 절구에 넣고 끈기가 생길 때까지 빻아 만든다.

## 같이 보기
- 아말라
- 악푸
- 에바
- 투워
- 푸푸